# Bandera de Victoria (Australia)
La representación actual de la bandera de Victoria, Australia es una enseña azul británica cargada con la insignia del estado de Victoria en la parte central. Esta insignia es la Cruz del Sur, timbrada con una corona imperial, que es actualmente la Corona de San Eduardo. Las estrellas de la Cruz del Sur son de color blanco, de cinco a ocho puntas, apuntando cada estrella una punta a la parte superior de la bandera. La bandera se remonta a 1877, con ligeras variaciones, la última de las cuales fue en 1953.

## Anteriores banderas
La primera bandera de Victoria se aprobó en 1870. Es también una enseña azul británica cargada con la Cruz del Sur. Las estrellas de la Cruz del Sur son de color blanco, de cinco a ocho puntas; pero a diferencia de la actual, cada estrella tiene una punta dirigida a la parte inferior de la bandera. La adopción de la bandera se produjo cuando Victoria se convirtió en la primera colonia australiana en adquirir un buque de guerra, y, por tanto, en virtud de la británica Ley Colonial de Defensa Naval de 1865, Victoria necesitó una bandera para distinguir sus buques de otros procedentes de otras colonias británicas.
Victoria aprueba la actual bandera en 1877. La representación de la corona ha variado de acuerdo con la moda heráldica y los deseos del monarca de la época. La actual representación de la corona en la bandera del estado fue cambiado en 1953 junto con la corona imperial en banderas y escudos de armas en toda la Mancomunidad de Naciones de acuerdo con los deseos de la reina Isabel II.

## Galería

Estandarte del Gobernador de Victoria
Estandarte del Gobernador de Victoria (1953-1984). Antes de 1953, una corona Tudor fue usada
Bandera de Victoria (1870-1877)
Pabellón rojo victoriano (1870-1877)
Bandera de Victoria (1901-1953)